# Cộng hòa Chechnya Ichkeria
Cộng hòa Chechnya Ichkeria (tiếng Chechnya Latinh: Noxçiyn Pachhalq Noxçiyçö, tiếng Chechnya Cyrillic: Нохчийн Пачхьалкх Нохчийчоь; tiếng Nga: Чеченская Республика Ичкерия; viết tắt: ChRI hoặc CRI) là một chính phủ của lực lượng Chechnya ly khai không được công nhận. Cộng hòa Chechnya Ichkeria nằm ở phía Bắc dãy núi Kavkaz và tiếp giáp Stavropol Krai về phía tây bắc, Cộng hòa Dagestan phía đông bắc và phía đông, Gruzia về phía nam, và các nước Cộng hòa Ingushetia và Bắc Ossetia về phía tây. Nước Cộng hòa này được Dzokhar Dudayev tuyên bố độc lập vào cuối năm 1991. Và xem như kết thúc vào năm 2000 (khi thủ đô Grozny thất thủ trong Cuộc chiến Chechnya lần thứ II)
Hoặc một mốc khác là vào cuối năm 2007, khi Dokka Umarov tuyên bố chuyển nó thành một tỉnh của Tiểu vương quốc Kavkaz mà ông ta là "Emir". Năm 1993, dưới thời Zviad Gamsakhurdia, Gruzia là quốc gia duy nhất chính thức công nhận Cộng hòa Chechnya Ichkeria, nhưng sau đó Eduard Shevardnadze, một lãnh đạo thân Nga, đã lật đổ Zviad và rút lại quyền công nhận nước Cộng hòa này. Năm 2000, chính phủ của Tiểu vương quốc Hồi giáo Afghanistan đã công nhận nhà nước này, và cho phép Chechnya được mở sứ quán, nhưng sau đó đã bị rút lại sau khi Hoa Kỳ ném bom Afghanistan năm 2001. Vào năm 2013, chính phủ Gruzia của Bidzina Ivanishvili đã quyết định truy tố vụ án hình sự đối với Tổng thống Mikheil Saakashvili với cáo buộc ông này đã "hỗ trợ chính phủ ly khai Chechnya".

Ba vị tổng thống đầu tiên của Cộng hòa Chechnya Ichkeria vào năm 1994